# Исланд на Европском првенству у атлетици у дворани 2015.
Исланд је учествовао на 33. Европском првенству у дворани 2015 одржаном у Прагу, Чешка, од 5. до 8. марта. Ово је било двадесет друго европско првенство у дворани од 1972. године од када је Исланд први пут учествовао. Репрезентацију Исланда представљала су 6 такмичара (3 мушкарац и 3 жена) који су се такмичили у пет дисциплине.
На овом првенству Исланд није освојио ниједну медаљу али је оборен један национални рекорд.  У табели успешности према броју и пласману такмичара који су учествовали у финалним такмичењима (првих 8 такмичара) Исланд је са 1 учесником у финалу делио 28 место са 4 бода.
| Плас. | Земља  | 1. место | 2. место | 3. место | 4. место | 5. место | 6. место | 7. место | 8. место | Бр. финал. - Бод. |
| ----- | ------ | -------- | -------- | -------- | -------- | -------- | -------- | -------- | -------- | ----------------- |
| 28.   | Исланд | –        | –        | –        | –        | 1 - 4    | –        | –        | –        | 1 - 4             |

## Учесници
| Мушкарци: - Трејсти Стеваунсон — 400 м - Колбејн Хедур Гунарсон — 400 м - Einar Daði Lárusson — Седмобој | Жене: - Храфнхилд Хермоудсдоутир — 60 м - Анита Хинриксдотир — 800 м - Хафдис Сигурдардотир — Скок удаљ |  |

## Резултати

### Мушкарци
| Атлетичар              | Дисциплина | Лични рекорд | Квалификације | Квалификације | Полуфинале            | Полуфинале            | Финале                | Финале       | Детаљи |
| Атлетичар              | Дисциплина | Лични рекорд | Резултат      | Место         | Резултат              | Место                 | Резултат              | Место        | Детаљи |
| ---------------------- | ---------- | ------------ | ------------- | ------------- | --------------------- | --------------------- | --------------------- | ------------ | ------ |
| Трејсти Стеваунсон     | 400 м      | 47,99        | 48,28         | 5. у гр. 2    | Нису се квалификовали | Нису се квалификовали | Нису се квалификовали | 25 / 32 (33) |        |
| Колбејн Хедур Гунарсон | 400 м      | 47,59        | 49,21         | 6. у гр. 4    | Нису се квалификовали | Нису се квалификовали | Нису се квалификовали | 32 / 32 (33) |        |

#### Седмобој
| Дисциплина   | Einar Daði Lárusson | Einar Daði Lárusson | Einar Daði Lárusson | Einar Daði Lárusson | Einar Daði Lárusson | Einar Daði Lárusson |
| Дисциплина   | Лич. рек.           | Рез.                | Бод.                | Плас.               | Ук. бод.            | Пласман             |
| ------------ | ------------------- | ------------------- | ------------------- | ------------------- | ------------------- | ------------------- |
| 60 м         | 7,15                | НС                  |                     |                     |                     |                     |
| Скок удаљ    | 7,29                | НС                  |                     |                     |                     | НЗ                  |
| Бацање кугле | 13,45               |                     |                     |                     |                     |                     |
| Скок увис    | 2,08                |                     |                     |                     |                     |                     |
| 60 м препоне | 8,10                |                     |                     |                     |                     |                     |
| Скок мотком  | 4,75                |                     |                     |                     |                     |                     |
| 1.000 м      | 2:45,46             |                     |                     |                     |                     |                     |
| Укупно       | 5.859               | -                   |                     |                     |                     | НЗ                  |

### Жене
| Атлетичарка              | Дисциплина | Лични рекорд | Квалификације  | Квалификације | Полуфинале            | Полуфинале            | Финале                | Финале       | Детаљи |
| Атлетичарка              | Дисциплина | Лични рекорд | Резултат       | Место         | Резултат              | Место                 | Резултат              | Место        | Детаљи |
| ------------------------ | ---------- | ------------ | -------------- | ------------- | --------------------- | --------------------- | --------------------- | ------------ | ------ |
| Храфнхилд Хермоудсдоутир | 60 м       | 7,62         | 7,52           | 7. у гр. 3    | Није се квалификовала | Није се квалификовала | Није се квалификовала | 30 / 37 (38) |        |
| Анита Хинриксдотир       | 800 м      | 2:01,77 НР   | 2:01,65 КВ, НР | 2. у гр. 1    | 2:02,31 КВ            | 2. у гр. 1            | 2:02,74               | 5 / 20       |        |
| Хафдис Сигурдардотир     | Скок удаљ  | 6,47 НР      | 6,35           | 12.           |                       |                       | Није се квалификовала | 12 / 22      |        |